# Wanda Błońska-Wolfarth
Wanda Błońska-Wolfarth (ur. 1934, zm. 19 listopada 2010 w Krakowie) – polska dziennikarka, publicystka, tłumaczka z języka francuskiego, autorka aforyzmów.

## Życiorys
Była młodszą siostrą Jana Błońskiego. Współpracowała z tygodnikiem „Przekrój” publikując artykuły pod pseudonimami „Stella Varcaby”, „Michał Kasprzycki” i „Franciszek Welczar”, a także aforyzmy pod pseudonimami „Krecia P.” i „Krecia Pataczkówna”. Jej aforyzmy były tłumaczone na język rosyjski.
W zbiorach Biblioteki Narodowej znajduje się dwadzieścia siedem jej tłumaczeń i opracowań.
Wyszła za mąż za farmakologa Stanisława Wolfartha. Mieli troje dzieci. Zmarła w 2010 roku, w wieku siedemdziesięciu sześciu lat, „po długiej i ciężkiej chorobie”. Została pochowana na cmentarzu Rakowickim.

## Tłumaczenia i opracowania (wybór)
- Alexandre Dumas, Hrabina de Charny, przeł. Wanda Błońska, Wydawnictwo Literackie, Kraków-Wrocław 1987, ISBN 83-08-01472-0.
- Christian Jacq, Na tropie Tutenchamona, przeł. Wanda Błońska, „Albatros”, Warszawa 2000, ISBN 83-88087-17-7.
- Jean Cocteau, Opium. Dziennik kuracji odwykowej, posłowiem opatrzyła Wanda Błońska, Wydawnictwo Literackie, Kraków 1990, ISBN 83-08-02009-7.
- Marcel Aymé, Rusałka, przeł. i posłowiem opatrzyła Wanda Błońska, Wydawnictwo Literackie, Kraków 1981, ISBN 83-08-00679-5.